# Louis Tronchin (Theologe)

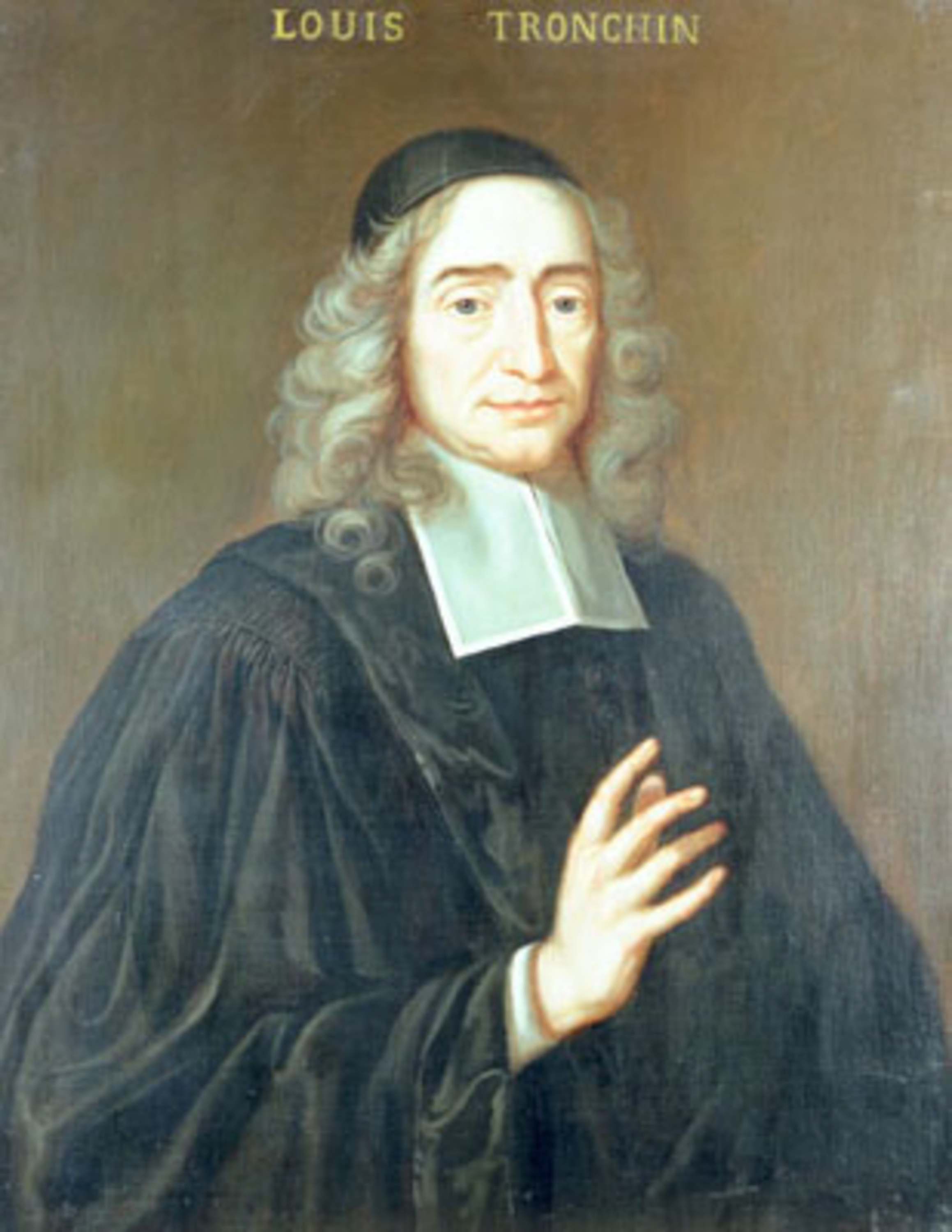

Louis Tronchin, latinisiert Ludovicus Tronchinus, (* 4. Dezember 1629 in Genf; † 8. September 1705 ebenda) war ein Genfer reformierter Theologe.

## Leben
Tronchin war der Sohn des Genfer Theologen und Orientalisten (Professor an der Genfer Akademie) Théodore Tronchin (1582–1657). Tronchin studierte Theologie in Genf (1651), London, Leiden (1652) und 1653/54 an der protestantischen Akademie in Saumur bei Moyse Amyraut (obwohl sein Vater dessen Prädestinationslehre und hypothetischen Universalismus vehement ablehnte). 1651 wurde er ordiniert und 1654 Pastor in Lyon (bis 1661) und 1662 Professor für Theologie an der Genfer Akademie. Von 1698 bis 1705 war er Dekan der Compagnie des pasteurs und von 1663 bis 1668 Rektor der Akademie. Er war korrespondierendes Mitglied der englischen Gesellschaft zur Verbreitung des Glaubens.

## Lehre
Tronchin war ein Vertreter der liberalen Strömung der reformierten Kirche und lehnte 1669 den Eid ab, der in Genf von  Kandidaten für geistliche Ämter verlangt wurde und diese verpflichtete, keine Reformen in der calvinistischen Kirche anzustreben. Außerdem galt er als Anhänger von Amyraut (wogegen sich der Consensus Helveticus richtete). Damit war er in der Akademie Gegner zum Beispiel von François Turrettini und  Bénédict Calandrini. Er war von René Descartes beeinflusst und beeinflusste seine Schüler Pierre Bayle und Jean-Alphonse Turrettini, die zu den Aufklärern gehörten. Aus Angst mit den orthodoxen Calvinisten in Konflikt zu geraten und verurteilt zu werden veröffentlichte er kaum etwas.

## Privates
1663 heiratete er Andrienne Le Fort, die Tochter eines Spezereihändlers. In zweiter Ehe war er ab 1686 mit der Witwe von Gédéon Girard des Bergeries, Susanne de la Rue,  verheiratet.

## Schriften
- Disputatio de providentia Dei, Genf 1670
- De auctoritate scriptura sacrae, 1677